# Vinzenz Dittrich
Vinzenz Dittrich (1893. február 23. – 1965. január 25.) osztrák labdarúgóhátvéd, edző.

## Pályafutása

### Klubcsapatokban
1912-ben kezdte labdarúgó-pályafutását a Rapid Wiennél, ahol 151 bajnoki mérkőzésen lépett pályára, és 19 gólt szerzett.  1925-ben a Hertha Wienhez igazolt, ahol 1926-ig játszott.

### A válogatottban
1913 és 1923 között az osztrák válogatott tagja volt. Összesen 16 mérkőzésen szerepelt, és 1 gólt lőtt.

### Edzőként
1930-tól edzőként dolgozott. Többek között az Olympique de Marseille-t, a Slovan Bratislavát, a Wiener Neustadtot irányította. Nemzeti válogatottak vezetőedzője is volt: Litvánia, Szíria és  Libanon együttesénél.

## Sikerei, díjai

### Klubcsapatokkal
Rapid Wien
- Osztrák bajnok (6): 1913, 1917, 1919, 1920, 1921, 1923
- Osztrák kupa (2): 1919, 1920

### Edzőként
Olympique Marseille
- Francia kupa (1): 1935
- Francia kupa ezüstérmes (1): 1934

Slovan Bratislava
- Szlovák bajnokság (1): 1941